# Strajk

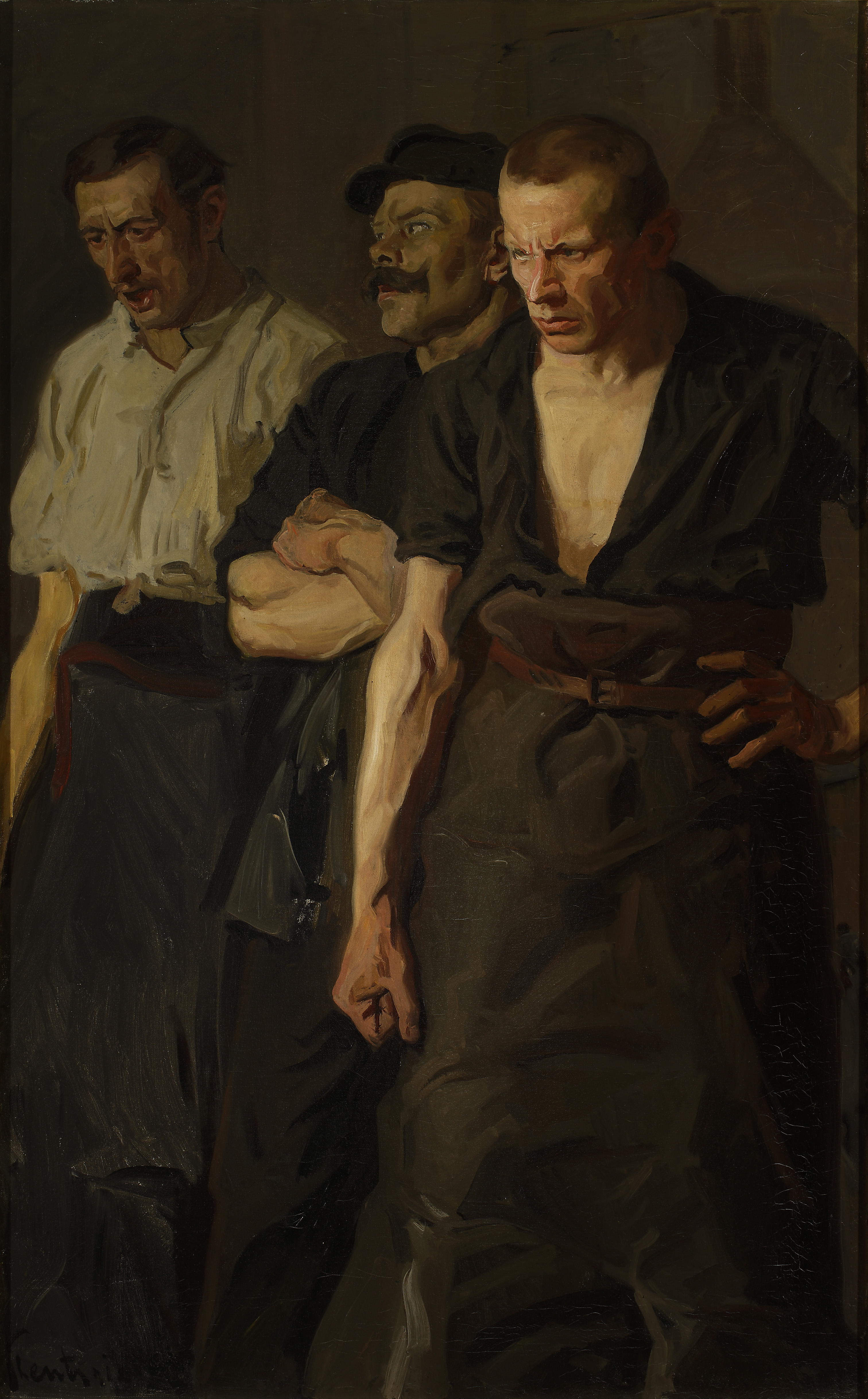
Stanisław Lentz, Strajk, 1910

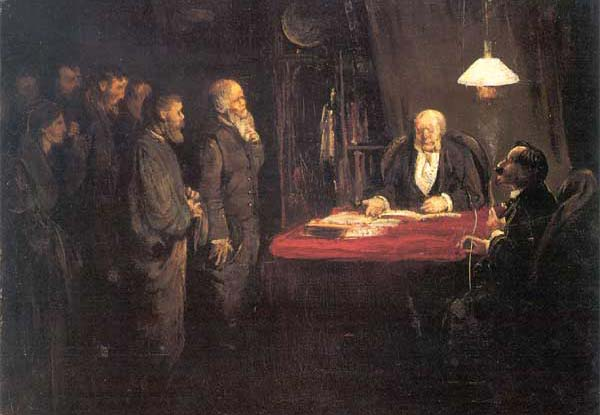
Theodor Kittelsen, Streik, 1879

Strajk (ang. strike) – zbiorowe, dobrowolne i czasowe zaprzestanie pracy (lub nauki) przez pracowników (lub inne grupy społeczne), będące formą sprzeciwu wobec warunków zatrudnienia, wynagradzania lub praktyk pracodawcy, podejmowane w celu wymuszenia realizacji określonych żądań ekonomicznych, socjalnych, zawodowych lub politycznych. Strajki mogą mieć różne przyczyny – od dążeń do poprawy płac i warunków pracy (strajki ekonomiczne), przez solidarność z innymi grupami protestującymi, po spory kompetencyjne między związkami zawodowymi czy motywacje polityczne (np. strajk generalny). Istnieją również formy nielegalne, takie jak strajki dzikie, okupacyjne czy częściowe (np. strajk włoski). Strajk stanowi narzędzie walki społecznej, najczęściej stosowane przez pracowników najemnych wobec pracodawców lub władz państwowych.
Zjawisko to stało się powszechne w okresie rewolucji przemysłowej, gdy praca najemna na masową skalę zaczęła odgrywać kluczową rolę w zakładach przemysłowych i kopalniach. Wraz ze wzrostem liczby strajków, rządy coraz częściej były zmuszane do interwencji – zarówno na skutek nacisków ze strony związków zawodowych, jak i właścicieli przedsiębiorstw. Takie interwencje rzadko miały charakter neutralny lub ugodowy. Wczesne strajki często były uznawane za nielegalne spiski lub działania antykonkurencyjne i spotykały się z represjami ze strony policji, wojska oraz sądów.
W krajach zachodnich prawo do strajku zostało w dużym stopniu zalegalizowane pod koniec XIX i na początku XX wieku. Strajki bywają również stosowane jako środek nacisku na rządy w celu zmiany polityki. Zdarza się, że destabilizują one władzę konkretnej partii politycznej lub przywódcy, stając się częścią szerszego ruchu oporu obywatelskiego. Przykładem są strajki w Stoczni Gdańskiej w 1980 roku oraz tzw. strajk ostrzegawczy z 1981 roku. Stanowiły one istotny element długotrwałego obywatelskiego ruchu oporu, który doprowadził do upadku Żelaznej Kurtyny i końca rządów partii komunistycznych w Europie Środkowo-Wschodniej. Innym przykładem była generalna odmowa pracy w Republice Weimarskiej po zamachu stanu (Pucz Kappa-Lüttwitza) w marcu 1920, która – zorganizowana przez Socjaldemokratyczną Partię Niemiec (SPD) – doprowadziła do upadku puczu.

## Historia

### Pochodzenie terminu
W 1768 w Wielkiej Brytanii doszło do jednego z pierwszych udokumentowanych protestów pracowniczych, które przyczyniły się do ukształtowania współczesnego znaczenia terminu „strajk”. W porcie Sunderland marynarze handlowi, niezadowoleni z niskich płac, zaprzestali pracy poprzez opuszczenie żagli na statkach (ang. to strike a sail), symbolicznie demonstrując odmowę wykonywania obowiązków. Protest zakończył się sukcesem – armatorzy zgodzili się na podwyżki. Wydarzenia te szybko znalazły naśladowców wśród marynarzy londyńskich, którzy zatrzymali ruch statków na Tamizie i zażądali od parlamentu podniesienia wynagrodzeń. W demonstracjach wzięło udział kilkanaście tysięcy osób. Po tych wydarzeniach termin „strajk” (strike) zaczął być powszechnie używany w znaczeniu zaprzestania pracy w celu osiągnięcia postulatów ekonomicznych.

### Strajki przed epoką przemysłową
Pierwszy historycznie potwierdzony przypadek strajku miał miejsce w starożytnym Egipcie 14 listopada 1152 p.n.e., gdy rzemieślnicy pracujący w królewskiej nekropolii w Deir el-Medina przerwali pracę w proteście przeciwko zaległościom w wypłatach wynagrodzenia przez rząd Ramzesa III. Strajk zakończył się po podniesieniu płac.
W Talmudzie zapisano pierwszy żydowski przypadek idei strajku: piekarze przygotowujący chleby pokładne na ołtarz odmówili pracy.
W starożytnym Rzymie odpowiednikiem strajku była secessio plebis – forma nieformalnego nacisku politycznego stosowaną przez rzymską ludność plebejską w okresie od V do III wieku p.n.e., zbliżoną w charakterze do strajku generalnego. W ramach secesji plebejusze masowo opuszczali miasto, dokonując swoistej emigracji protestacyjnej, pozostawiając patrycjuszy – przedstawicieli arystokracji – bez siły roboczej i zaplecza gospodarczego. W praktyce skutkowało to zamknięciem warsztatów rzemieślniczych i sklepów oraz niemal całkowitym wstrzymaniem życia handlowego. Strategia ta była wyjątkowo skuteczna w toku tzw. konfliktu stanów, ponieważ plebejusze stanowili zdecydowaną większość ludności Rzymu i odpowiadali za produkcję większości dóbr i żywności. Patrycjusze, z kolei, należeli do niewielkiej elity społecznej – odpowiednika późniejszej szlachty ziemskiej. Źródła historyczne różnią się w ocenie liczby przeprowadzonych secesji; M. Cary i H. H. Scullard podają, że miało ich miejsce pięć, w latach 494–287 p.n.e.

### Strajki w epoce i po rewolucji przemysłowej

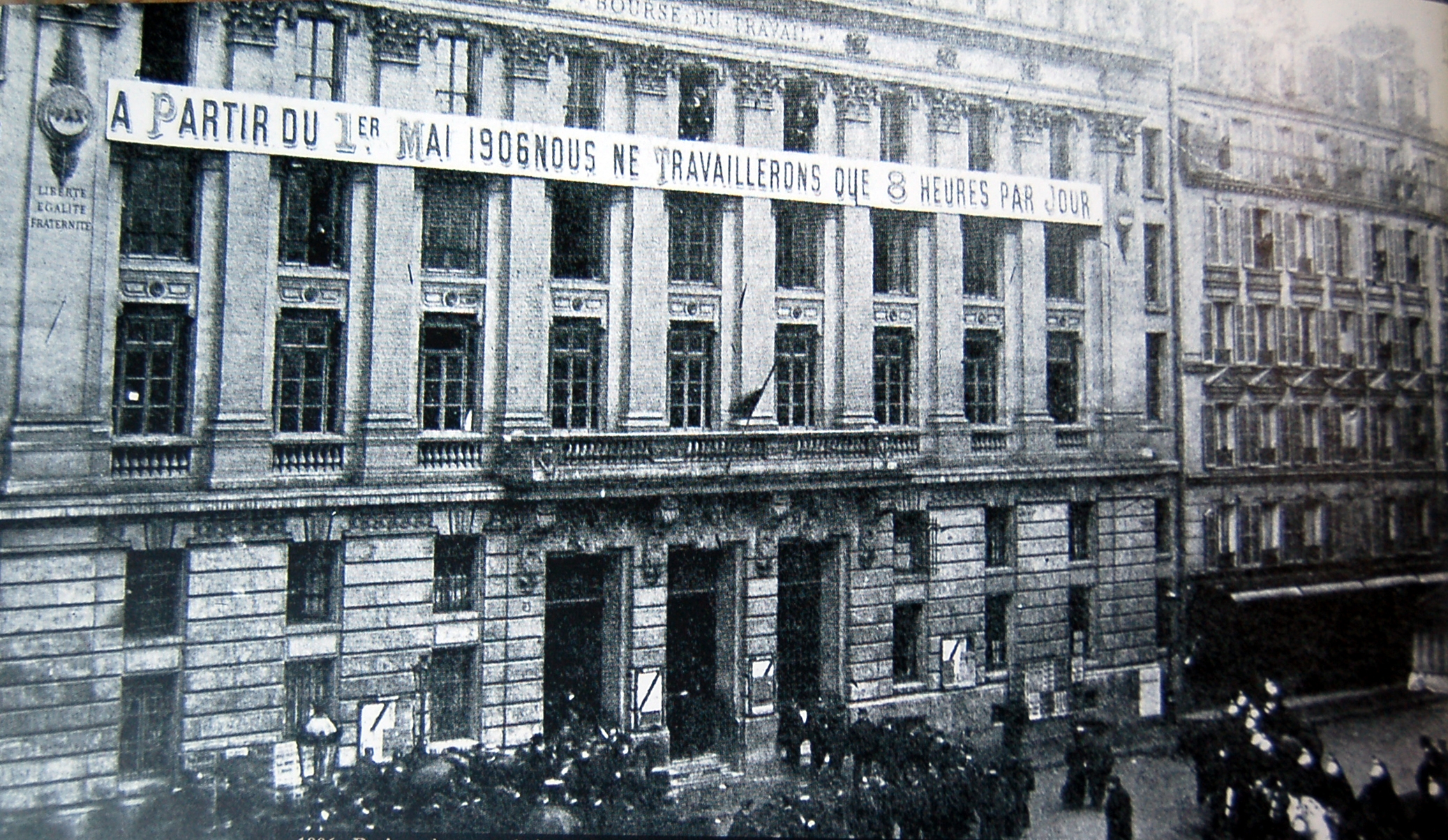
Strajk we Francji na rzecz 8-godzinnego dnia pracy (Paryż, 1906)

Strajki zaczęły odgrywać znaczącą rolę polityczną dopiero wraz z rewolucją przemysłową. Po raz pierwszy w historii duża część ludności stała się klasą pracującą, mieszkającą w miastach i sprzedającą swoją pracę za wynagrodzenie. W latach 30. XIX wieku, w szczytowym okresie ruchu czartystów w Wielkiej Brytanii, pojawiła się wyraźna świadomość klasowa. W 1838 Londyńskie Towarzystwo Statystyczne przygotowało pierwszy pisemny kwestionariusz w celu zebrania danych o strajkach.
W 1842 postulaty dotyczące lepszych warunków pracy i płacy doprowadziły do pierwszego nowoczesnego strajku generalnego. Po odrzuceniu drugiej petycji czartystów przez parlament, strajki rozpoczęły się w kopalniach Staffordshire i szybko rozprzestrzeniły się na fabryki, przędzalnie bawełny oraz kopalnie w całej Wielkiej Brytanii – od Dundee po Walię i Kornwalię. Strajk, choć nie był spontaniczny, miał podłoże polityczne i cel strategiczny – wywarcie presji na rząd. W kulminacyjnym momencie aż 500 tys. pracowników przerwało pracę. Fryderyk Engels pisał wówczas:

liczebnie, ta klasa stała się najpotężniejszą w Anglii i biada bogatym Anglikom, gdy tylko się o tym przekona… Angielski proletariusz dopiero zaczyna być świadomy swej siły.

W drugiej połowie XIX wieku strajki stały się stałym elementem stosunków pracy w krajach uprzemysłowionych. Karol Marks ostro krytykował teorię Pierre’a-Josepha Proudhona, który miał wobec nich ambiwalentny stosunek. Nie sprzeciwiał się im z powodów prawnych, lecz uważał je za środek nieefektywny i nieproduktywny w walce o poprawę sytuacji robotników.
     państwa, które ratyfikowały traktat
     państwa, które podpisały, ale nie ratyfikowały traktatu
     państwa, które nie podpisały traktatu

Państwa strony Międzynarodowego paktu praw gospodarczych, społecznych i kulturalnych:
państwa, które ratyfikowały traktat
państwa, które podpisały, ale nie ratyfikowały traktatu
państwa, które nie podpisały traktatu

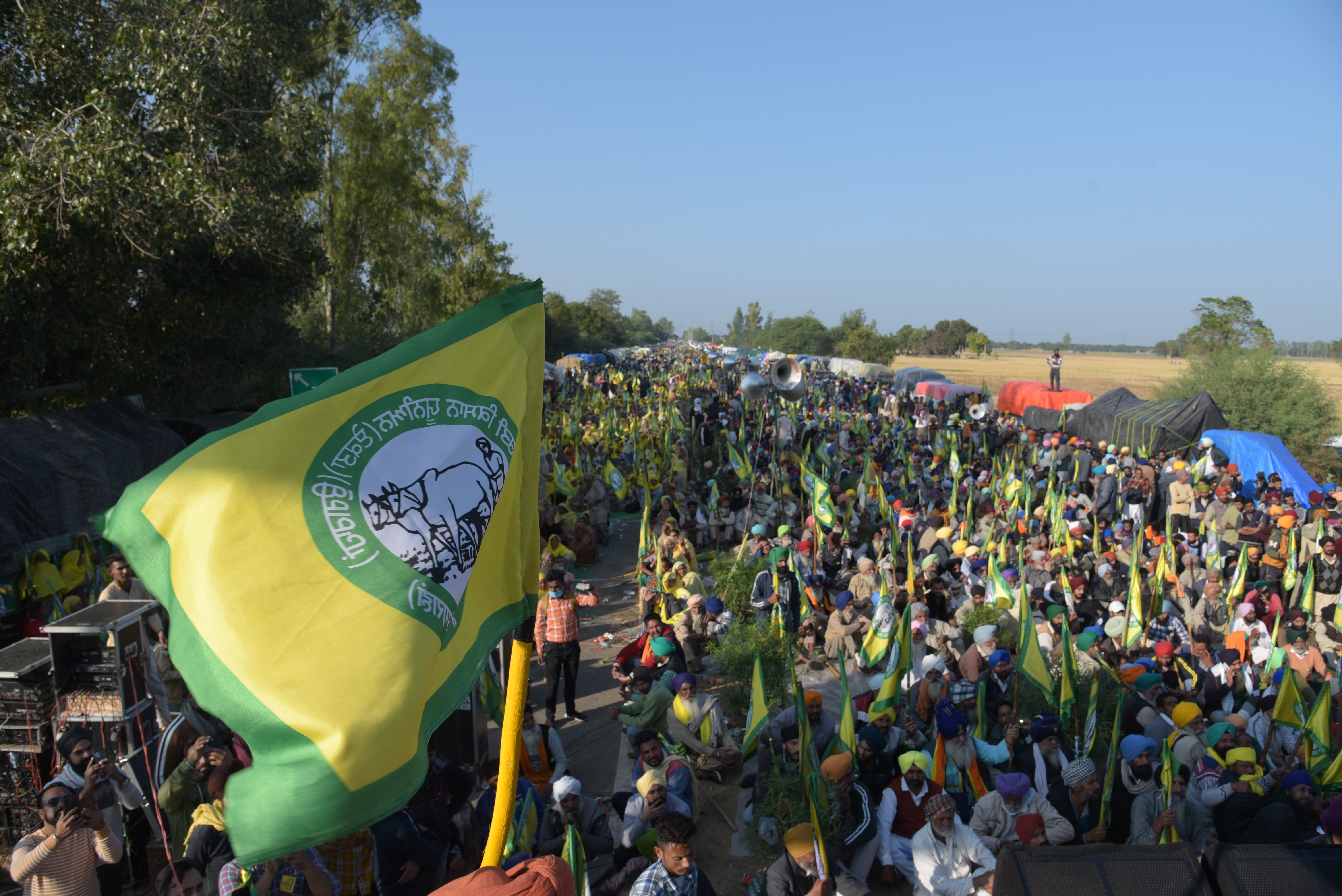
Farmerzy protestujący w Indiach podczas strajku generalnego w 2020.

Badanie przeprowadzone w 1936 w Stanach Zjednoczonych wykazało, że około 1/3 wszystkich strajków w latach 1927-1928 oraz ponad 40% w 1929 dotyczyło żądań związanych z uznaniem związków zawodowych, utworzeniem zakładów zamkniętych, a także protestów przeciwko dyskryminacji związkowej i naruszeniom porozumień zbiorowych.
1937 przyniósł rekordową liczbę 4 740 strajków w USA, co czyniło go szczytowym momentem największej fali strajkowej w historii amerykańskiego ruchu pracowniczego. W kolejnych dekadach liczba ta drastycznie spadła: z 381 dużych strajków i lokautów w 1970 do 187 w 1980, a następnie do zaledwie 11 w 2010. Pracodawcy coraz częściej przeciwdziałali strajkom, grożąc zamknięciem zakładów lub ich przeniesieniem.
Prawo do strajku zostało zagwarantowane na arenie międzynarodowej:
- przez Międzynarodowy pakt praw gospodarczych, społecznych i kulturalnych (1967) w artykule 8[28],
- oraz przez Europejską Kartę Społeczną (1961) w artykule 6[29].

W Europie strajki stanowią istotny element systemów relacji przemysłowych i są głęboko zakorzenione w historii walki pracowniczej o prawa socjalne i ekonomiczne. W przeciwieństwie do wielu innych regionów świata, w wielu krajach europejskich prawo do strajku jest silnie chronione przez konstytucje, ustawy krajowe oraz międzynarodowe konwencje.
Współczesne strajki w Europie koncentrują się głównie wokół kilku kluczowych kwestii:
- uznanie związków zawodowych i prawa do rokowań zbiorowych[33][34],
- walka o wyższe płace i rekompensaty za inflację[35][36],
- sprzeciw wobec deregulacji rynku pracy i osłabienia ochrony socjalnej[37],
- obrona usług publicznych, takich jak transport, edukacja i opieka zdrowotna[36][38].

Według danych Eurofound, w latach 2023–2024 nastąpiła wyraźna intensyfikacja działań strajkowych w sektorze publicznym i przemysłowym, szczególnie we Francji, Niemczech, Finlandii, Austrii i Grecji.
W 2020 w Indiach miał miejsce strajk generalny, który jest najprawdopodobniej największym w historii ludzkości strajkiem, biorąc pod uwagę ilość uczestników, których liczbę oszacowano na ponad 250 000 000.

### Strajk o uznanie
Strajk o uznanie (ang. recognition strike) to forma strajku pracowniczego, której celem jest wymuszenie na pracodawcy lub branży uznania związku zawodowego jako prawowitego przedstawiciela do negocjacji zbiorowych w imieniu pracowników.
W Stanach Zjednoczonych tego rodzaju strajki były szczególnie powszechne przed wprowadzeniem nowoczesnych regulacji prawa pracy, takich jak National Labor Relations Act, które ustanowiły formalne procedury uznawania związków zawodowych. W 1949 strajki o uznanie zostały opisane jako narzędzie wykorzystywane przez związki zawodowe „z różnym skutkiem przez ostatnie czterdzieści lat lub dłużej”. Klasycznym przykładem była skuteczna akcja związku United Auto Workers, który uzyskał uznanie od General Motors po słynnym strajku okupacyjnym w Flint w latach 1936–1937.
Do innych znanych przypadków należą:
- strajk w U.S. Steel (1901),
- antracytowy strajk (1902)[51].

Szczególnym przypadkiem był strajk o uznanie związku zawodowego w Szwecji przeciwko firmie Tesla, który zyskał międzynarodowe znaczenie jako starcie globalnej korporacji z nordyckim modelem negocjacji zbiorowych.

## Strajki w Polsce
Prawdopodobnie pierwszy strajk w Polsce miał miejsce w 1690 roku w kopalni soli w Wieliczce, kiedy zarząd kopalni obniżył taryfę, według której górnicy mogli zamieniać własny deputat solny na gotówkę. Nieudane pertraktacje pracowników z kierownictwem doprowadziły do strajku. W wydarzeniach zginęło dwóch łamistrajków.

Górnicy wieliccy oprócz wynagrodzenia pieniężnego pobierali za swą pracę jako zapłatę pewną ilość soli (podobnie jak dzisiaj górnicy w kopalniach węgla otrzymują węgiel). Kto nie chciał brać deputatu solnego, mógł otrzymać równowartość w gotówce, według specjalnej taryfy. Większość górników rezygnowała z deputatu, woląc gotówkę. W roku 1690 zarząd kopalni z niewiadomych przyczyn obniżył taryfę, według której następowała zmiana deputatu solnego na pieniądze, względnie, jak twierdzą inne źródła, zmniejszył sam deputat. Wywołało to niezadowolenie wśród rzesz górniczych, które po nieudanych pertraktacjach wyładowało się ostatecznie w postaci strajku. Nie przystąpili jednak do niego wszyscy. I wówczas znalazło się dwóch „łamistrajków”. Okrutnie zemścili się na nich strajkujący. Tłum napadł ich i zamordował.

### Strajki przełomu XIX i XX wieku
Pierwsze większe strajki robotnicze pojawiły się jeszcze w zaborze austriackim – już od 1868 organizowano protesty, m.in. drukarzy we Lwowie (1870). W drugiej połowie XIX wieku dochodziło do masowych strajków włókniarzy: w Żyrardowie (1883), w Łodzi (bunt łódzki, 1892), Białymstoku (1895) oraz Hucie Bankowej (1897). W 1905 w Cesarstwie Rosyjskim, w tym w Królestwie Polskim, miała miejsce rewolucja 1905 roku, podczas której doszło do wielu wystąpień. Także następujących po niej latach 1905-1907 protesty rozlały się na całe społeczeństwo, często przybierając formy strajków szkolnych i powszechnych.
W grudniu 1913, w wyniku pogorszenia warunków pracy w drukarniach doszło do strajku generalnego. Trwał on dwa miesiące i objął niemal całą Galicję. Wstrzymano wydawanie wszystkich gazet z wyjątkiem tytułów rewolucyjnych oraz socjalistycznych. Była to jasna deklaracja polityczna strajkujących. Właściciele zakładów początkowo nie chcieli zgodzić się na ustępstwa, ale w lutym 1914, ze względu na skalę strajku i straty, które wywołał, zostali zmuszeni do podpisania umowy zbiorowej. Sukces tego strajku generalnego przyczynił się do wzrostu popularności ruchu robotniczego. Organizować zaczęli się między innymi kolejarze i górnicy.

### II Rzeczpospolita

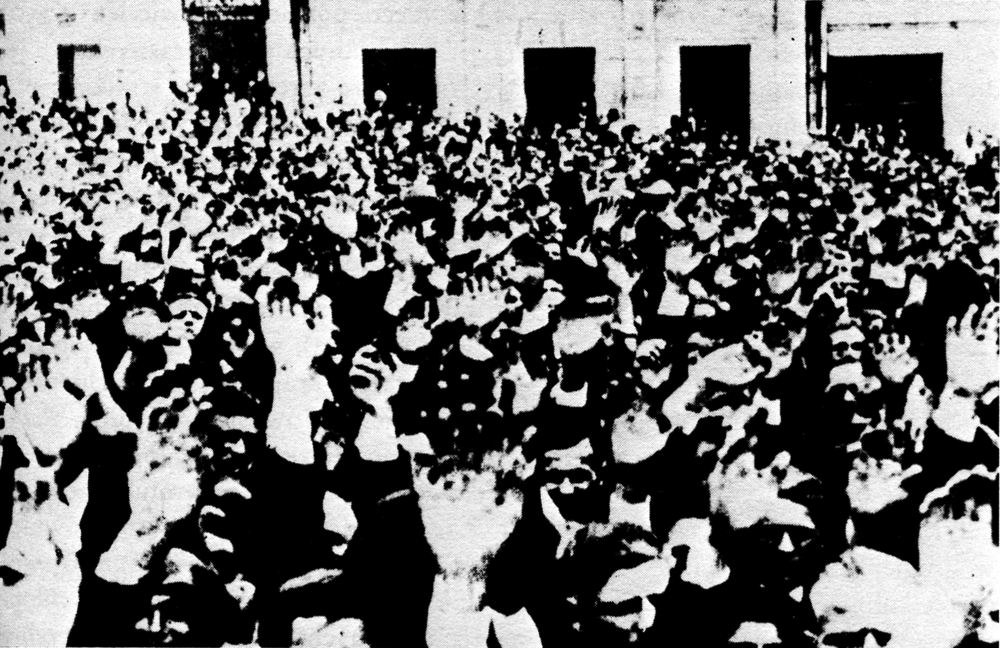
Chłopi głosują za udziałem w strajku podczas strajku chłopskiego (Przeworsk, 1937)

Po odzyskaniu niepodległości w 1918-1919 nasiliły się strajki ekonomiczne, szczególnie podczas kryzysów: hiperinflacji (1923) oraz Wielkiego Kryzysu (1929–33). W 1923 miały miejsce protesty polityczne w Krakowie przeciw rządowi Chjeno-Piasta, a w latach 1932–36 odbywały się strajki generalne o prawa socjalne. W marcu 1937 zorganizowano strajk chłopski, którego postulaty miały zarówno charakter płacowy jak i polityczny, ponieważ strajkujący domagali się zwolnienia więźniów politycznych i większych swobód. W czasie którego śmierć poniosły 44 osoby, 5 tysięcy aresztowano, 617 uwięziono, a także spacyfikowano 700 gospodarstw.
Największym strajkiem generalnym w pierwszej połowie lat 30. XX wieku był powszechny strajk włókniarzy Łodzi i okręgu łódzkiego, który rozpoczął się 2 marca 1933. Zorganizowany został przez klasowe związki zawodowe powiązane z Polską Partią Socjalistyczną (PPS). Przyczynami protestu były m.in. łamanie postanowień umów zbiorowych, represje wobec działaczy związkowych oraz niewypłacanie wynagrodzeń za okres przestojów w pracy zakładów. Początkowo strajk obejmował jedynie kilka fabryk, jednak już 6 marca do akcji przyłączyły się załogi blisko 300 zakładów pracy w Łodzi i okolicznych miejscowościach. Strajk ten był jednym z największych nie tylko pod względem liczby objętych nim zakładów, ale także liczby uczestników – wzięło w nim udział ponad 120 tysięcy osób. Protest został wsparty przez lewicowy samorząd Łodzi, który przeznaczył 100 tysięcy złotych na pomoc dla strajkujących, w tym na żywność i opał.
| Lata | Liczba strajków | Liczba zakładów objętych strajkami | Strajkujący (w tys.) | Stracone dni robocze (w tys.) |
| ---- | --------------- | ---------------------------------- | -------------------- | ----------------------------- |
| 1923 | 1263            | 7451                               | 849                  | 6379                          |
| 1924 | 915             | 5400                               | 564                  | 6545                          |
| 1925 | 532             | 1910                               | 149                  | 1285                          |
| 1926 | 590             | 2827                               | 145                  | 1423                          |
| 1927 | 616             | 3838                               | 235                  | 2464                          |
| 1928 | 769             | 5230                               | 354                  | 2781                          |
| 1929 | 494             | 4036                               | 217                  | 1085                          |
| 1930 | 312             | 1185                               | 48                   | 273                           |
| 1931 | 357             | 1154                               | 107                  | 601                           |
| 1932 | 504             | 6219                               | 314                  | 2101                          |
| 1933 | 631             | 7282                               | 343                  | 3829                          |
| 1934 | 946             | 9416                               | 369                  | 2356                          |
| 1935 | 1165            | 11631                              | 450                  | 2008                          |
| 1936 | 2056            | 22016                              | 675                  | 3950                          |
| 1937 | 2078            | 25242                              | 565                  | 3315                          |
| 1938 | 1457            | 9461                               | 269                  | 1289                          |

### Strajki i protesty w czasach PRL (1945‑1988)

#### Strajki powojenne 1945–1948
W latach 1945–48 odnotowano około 1 220 strajków, z udziałem około 340 000 protestujących tylko w 1946. Najczęstsze przyczyny to opóźnienia w wypłacie wynagrodzeń i niedobory żywności. Władze odpowiadały represjami, zwolnieniami i procesami sądowymi.

#### Poznański Czerwiec 1956
28 czerwca 1956 wybuchł strajk w zakładach Cegielskiego, który przekształcił się w masowe demonstracje. Protestujący żądali obniżenia cen i wyższych płac. Konfrontacja zakończyła się brutalną interwencją milicji i armii – zginęło od 57, a setki zostały ranne.

#### Protesty w 1970 i 1971
W grudniu 1970 na Wybrzeżu protesty wywołane podwyżkami cen żywności spotkały się z brutalnym stłumieniem przez siły porządkowe. W czerwcu 1971 w Łodzi wybuchły strajki włókniarzy – głównie kobiet – które doprowadziły do odwołania podwyżek, co uznano za sukces.

#### Czerwiec 1976
25 czerwca 1976 doszło do nagłych protestów w ok. 97 zakładach, w tym w Radomiu i Ursusie, spowodowanych drastycznymi podwyżkami cen. Reakcją władz była brutalna pacyfikacja i represje. W odpowiedzi pojawił się Komitet Obrony Robotników (KOR).

#### Lubelski Lipiec i fala strajków 1980
1 lipca 1980 Rada Ministrów podniosła ceny podstawowych produktów. 8 lipca strajki wybuchły m.in. w Świdniku. W drugiej połowie lipca protesty objęły 177 zakładów i około 80 000 pracowników. W odpowiedzi władze przyznały część postulatów, co ułatwiło wzrost protestów sierpniowych.

#### Sierpień 1980 i powstanie „Solidarności”

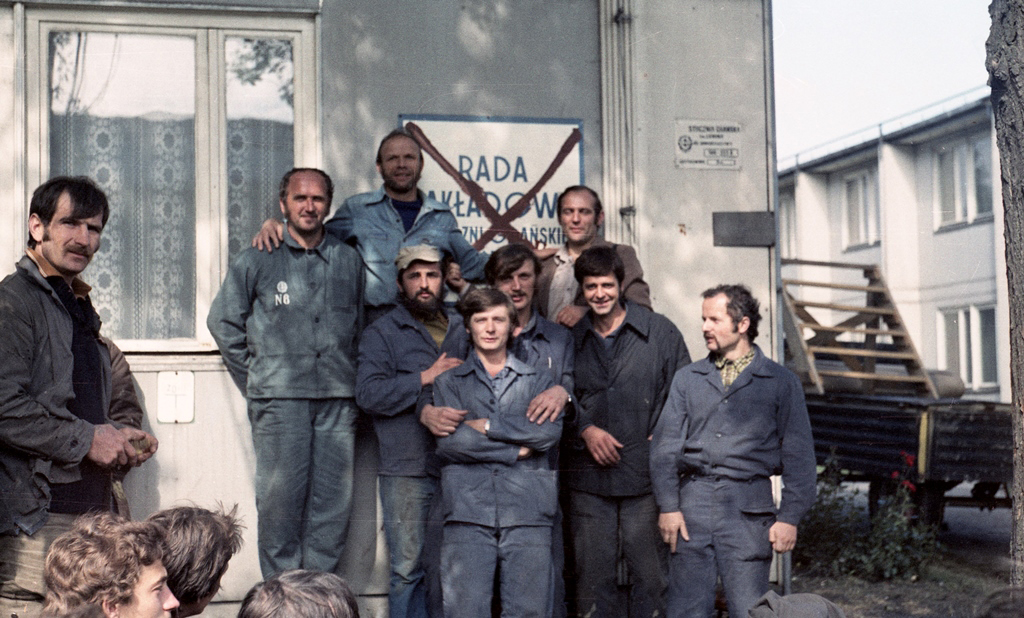
Strajkujący robotnicy Stoczni Gdańskiej im. Lenina w sierpniu 1980 pod tablicą z przekreśloną nazwą „Rada Zakładowa” (reżimowych związków zawodowych)

W sierpniu 1980 na Pomorzu Gdańskim rozpoczęła się fala strajków, których kluczową rolę odegrały Wolne Związki Zawodowe Wybrzeża – niezależna od władz organizacja pracownicza, stanowiąca zalążek późniejszego Niezależnego Samorządnego Związku Zawodowego „Solidarność”. 14 sierpnia zatrzymano pracę w Stoczni Gdańskiej im. Lenina. Strajkujący domagali się nie tylko podwyżek płac, ale także przywrócenia do pracy Anny Walentynowicz, zwolnionej kilka dni wcześniej za działalność związkową. Wkrótce na teren stoczni dotarł Lech Wałęsa, który objął funkcję lidera protestu.
Już po dwóch dniach dyrekcja stoczni zgodziła się na realizację żądań dotyczących wynagrodzeń oraz przywrócenie Anny Walentynowicz. Mimo to strajk był kontynuowany w geście solidarności z innymi zakładami pracy, które również przystąpiły do protestów. Wówczas powołano Międzyzakładowy Komitet Strajkowy, reprezentujący strajkujących z całego regionu. Komitet opracował listę 21 postulatów, z których kluczowe dotyczyły utworzenia niezależnych związków zawodowych, zagwarantowania prawa do strajku oraz przestrzegania konstytucyjnych swobód obywatelskich, w tym wolności słowa.
Wydarzenia w Gdańsku zakończyły się podpisaniem porozumień sierpniowych – porozumienia zawartego przez rząd PRL z komitetami strajkowymi.

#### 1981 strajki w kopalniach
Po wprowadzeniu stanu wojennego 13 grudnia 1981, w wielu zakładach pracy wybuchły spontaniczne strajki. Szczególnie wyróżnił się protest górników w kopalni „Piast” w Bieruniu, którzy przez 14 dni prowadzili podziemny strajk – od 14 do 28 grudnia.
Był to najdłuższy protest pod ziemią w historii Polski, w którym uczestniczyło około 1000 osób. Strajk zakończył się po uzyskaniu od przedstawicieli władz zapewnienia, że uczestnicy nie będą represjonowani.

#### Fala strajków 1988
Latem 1988, zwłaszcza w woj. śląskim, znów doszło do protestów – m.in. w kopalniach Jastrzębie-Zdrój, powołano tam Międzyzakładowy Komitet Strajkowy. Strajki te przyspieszyły rozmowy, które doprowadziły do Okrągłego Stołu 1989, kluczowego dla demokratycznych przemian.

### Strajki po 1989
Strajki w Polsce w latach 1989–2009 stanowiły jedną z głównych form aktywności protestacyjnej w okresie transformacji ustrojowej i pierwszych dwóch dekad funkcjonowania III Rzeczypospolitej. W tym czasie odnotowano wyraźne wahania w natężeniu protestów pracowniczych, co pozwala wyróżnić cztery główne fale strajkowe. Poziom aktywności strajkowej był okresami jednym z najwyższych w Europie.
Największą intensywność protestów odnotowano w latach 1989–1994. W 1992 miało miejsce 6 351 strajków z udziałem 752 500 osób, natomiast rok później zorganizowano 7 443 strajki, w których uczestniczyło 383 200 osób. Strajki te były odpowiedzią na koszty społeczne reform gospodarczych, w tym tzw. planu Balcerowicza. Głównymi postulatami były wzrost płac, wypłata zaległych wynagrodzeń, ochrona miejsc pracy oraz interwencja państwa w gospodarkę. Protesty organizowane były przez związki zawodowe, takie jak NSZZ „Solidarność”, OPZZ czy partię Samoobrona.
Druga fala protestów miała miejsce w latach 1999–2000. Była ona reakcją na reformy rządu Jerzego Buzka (administracyjną, emerytalną, edukacyjną i zdrowotną) oraz zapowiedzi dalszych przekształceń gospodarczych. W 1999 odnotowano 920 strajków, a w 2000 – 44. Wśród protestujących przeważali rolnicy, górnicy, nauczyciele i pracownicy służby zdrowia. Do repertuaru działań dołączyły wówczas blokady dróg, okupacje budynków i manifestacje.
Trzecia fala protestów przypadła na lata 2002–2003, choć miała odmienny charakter. W tym okresie liczba strajków była znikoma (w 2002 – 1 odnotowany strajk, w 2003 – 24), natomiast znacznie wzrosła liczba demonstracji i blokad. Protesty dotyczyły głównie masowych zwolnień, złej sytuacji finansowej zakładów pracy oraz zmian w prawie pracy.
Czwarta fala rozpoczęła się w 2007 i osiągnęła apogeum w 2008, kiedy odnotowano 12 765 strajków, w których uczestniczyło 209 030 osób. Strajkowali głównie pracownicy służby zdrowia i oświaty, domagając się podwyżek, zachowania uprawnień emerytalnych oraz obrony Karty Nauczyciela. Wśród stosowanych metod znalazły się także głodówki, wypowiedzenia z pracy oraz okupacje instytucji publicznych (np. tzw. „białe miasteczko” przed Kancelarią Premiera).
Po 2009 aktywność strajkowa w Polsce utrzymywała się na relatywnie niskim poziomie, zwłaszcza w porównaniu z okresem transformacji ustrojowej. Według danych Głównego Urzędu Statystycznego, w 2017 odnotowano 1 556 strajków, w których uczestniczyło około 29 700 osób. Był to najwyższy roczny wynik w ostatniej dekadzie, przy czym zdecydowana większość tych strajków odbywała się w ramach ogólnokrajowego strajku Związku Nauczycielstwa Polskiego.
W 2019 odbył się ogólnopolski strajk nauczycieli, który trwał trzy tygodnie i objął ponad 15 000 szkół oraz przedszkoli. Protest ten, zorganizowany przez Związek Nauczycielstwa Polskiego i Forum Związków Zawodowych, miał na celu wymuszenie podwyżek wynagrodzeń w oświacie.
W 2024 nasilone protesty prowadzili rolnicy, sprzeciwiający się m.in. Europejskiemu Zielonemu Ładowi i napływowi towarów z Ukrainy. W lutym zorganizowano ogólnokrajowe blokady dróg i przejść granicznych, koordynowane przez NSZZ „Solidarność” Rolników Indywidualnych oraz OPZZ Rolników i Organizacji Rolniczych.
W latach 2020–2022 w Polsce odnotowano stosunkowo niewielką liczbę formalnie zarejestrowanych strajków. Z danych Głównego Urzędu Statystycznego wynika, że w 2020 miało miejsce 27 strajków, w 2021 – 7, a w 2022 – 29. Liczba uczestników protestów w tych latach wynosiła odpowiednio: 13 160, 1 400 i 3 800 osób. W porównaniu z 2019, kiedy zarejestrowano ponad 9 800 strajków.
Strajki w Polsce w latach 2023–2024 – w 2023 odnotowano 136, a w 2024 – 118 konfliktów społecznych, w tym strajków i protestów pracowniczych. Najwięcej dotyczyło rolnictwa, przemysłu, transportu i administracji publicznej. Monitoring obejmował wyłącznie spory w relacjach pracownik–pracodawca.

## Rodzaje strajków
- strajk angielski
- strajk chłopski
- strajk czarny
- strajk czynny
- strajk dziki
- strajk głodowy
- strajk okupacyjny
- strajk ostrzegawczy
- strajk powszechny
- strajk rotacyjny
- strajk solidarnościowy
- strajk studencki
- strajk szkolny
- strajk włoski
- strajk polski
- strajk japoński
- strajk generalny